# Maxwell Rosenlicht
Maxwell Alexander Rosenlicht (* 15. April 1924 in Brooklyn; † 22. Januar 1999 in Hawaii) war ein US-amerikanischer Mathematiker, der sich mit algebraischer Geometrie, algebraischen Gruppen und Differentialalgebra beschäftigte.

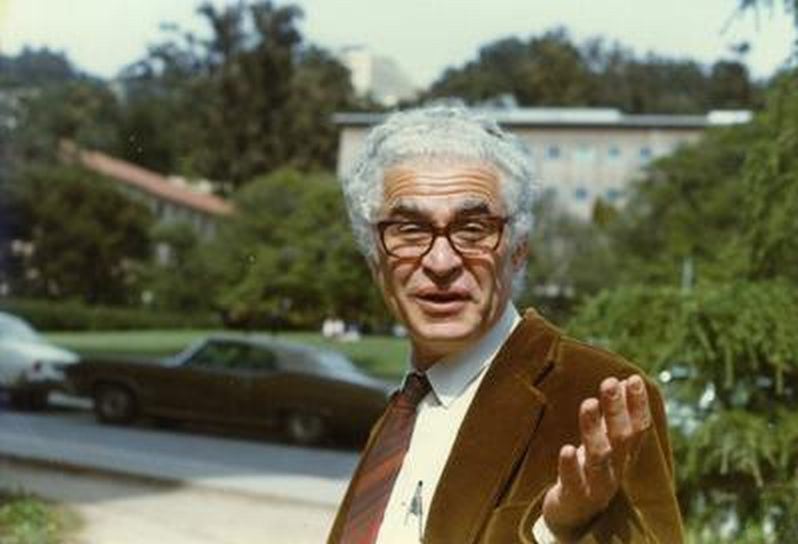
Maxwell Rosenlicht

## Leben
Rosenlicht ging in Brooklyn zur Schule (Erasmus High School) und studierte an der Columbia University (Bachelor 1947) und an der  Harvard University, wo er 1950 bei Oscar Zariski promoviert wurde (Equivalence Concepts on an Algebraic Curve). 1952 ging er an die Northwestern University. Von 1958 bis zu seiner Emeritierung 1991 war er Professor an der Universität Berkeley, wo er 1973 bis 1975 Chairman des Mathematik-Departments war. Er war auch Gastprofessor in Mexiko-Stadt, am IHES, in Rom, Leiden und Harvard.
1960 erhielt er mit Serge Lang den Colepreis in Algebra für seine Arbeiten über Jacobi-Varietäten. Er beschäftigte sich auch mit der algorithmischen algebraischen Theorie der Integration, wo seinem Schüler Robert Risch 1968 ein Durchbruch gelang.
Rosenlicht war Fulbright Fellow und 1954 Guggenheim Fellow.
Er starb auf einer Reise nach Hawaii an einem neurologischen Leiden, an dem er schon länger litt. Rosenlicht war seit 1954 verheiratet und hatte vier Kinder.
Zu seinen Doktoranden zählt Michael F. Singer.

## Schriften
- Liouville’s Theorem on Functions with Elementary Integrals. In: Pacific Journal of Mathematics, Band 24, Nr. 1, 1968, S. 153–161.
- Introduction to Analysis. Scott, Foresman, 1968; Dover Publications, 1985, ISBN 0-486-65038-3.
- Integration in Finite Terms. In: The American Mathematical Monthly, Band 79, 1972, S. 963–972, JSTOR:2318066.